# 파트리크 휘를리만
파트리크 휘를리만(독일어: Patrick Hürlimann, 1963년 7월 9일~)은 스위스의 컬링 선수, 지도자이다. 1998년 동계 올림픽 남자 컬링 종목에서 금메달을 획득했으며 세계 선수권 대회에서 은메달 1개와 동메달 2개를 획득했다.

## 개인사
휘를리만은 캐나다 출신 컬링 선수인 재닛 오멋과 결혼했다.